# پاک سول-گام
پاک سول-گام (به انگلیسی: Pak Sol-gum) یک کشتی‌گیر آزادکار اهل کشور کره شمالی است. وی سابقه حضور در المپیک ۲۰۲۴ پاریس را دارد.  